# Campionati panamericani di lotta
I Campionati panamericani di lotta sono una competizione di lotta, con cadenza annuale, organizzata dal Consiglio panamericano di lotte associate (CPLA) sotto l'egida della United World Wrestling ed estesa a tutto l'intero continente americano. L'edizione inaugurale si è svolta nel 1984 a Città del Messico.

## Edizioni
| Anno | Città               | Nazione         |
| ---- | ------------------- | --------------- |
| 1984 | Città del Messico   | Messico         |
| 1986 | Colorado Springs    | Stati Uniti     |
| 1987 |                     |                 |
| 1988 | Città del Messico   | Messico         |
| 1989 | Colorado Springs    | Stati Uniti     |
| 1990 | Colorado Springs    | Stati Uniti     |
| 1991 |                     |                 |
| 1992 | Albany              | Stati Uniti     |
| 1993 | Città del Guatemala | Guatemala       |
| 1994 | Città del Messico   | Messico         |
| 1997 | San Juan            | Porto Rico      |
| 1998 | Winnipeg            | Canada          |
| 2000 | Cali                | Colombia        |
| 2001 | Santo Domingo       | Rep. Dominicana |
| 2002 | Maracaibo           | Venezuela       |
| 2003 | Città del Guatemala | Guatemala       |
| 2004 | Città del Guatemala | Guatemala       |
| 2005 | Città del Guatemala | Guatemala       |
| 2006 | Rio de Janeiro      | Brasile         |
| 2007 | San Salvador        | El Salvador     |
| 2008 | Colorado Springs    | Stati Uniti     |
| 2009 | Maracaibo           | Venezuela       |
| 2010 | Monterrey           | Messico         |
| 2011 | Rionegro            | Colombia        |
| 2012 | Colorado Springs    | Stati Uniti     |
| 2013 | Panama              | Panama          |
| 2014 | Città del Messico   | Messico         |
| 2015 | Santiago del Cile   | Cile            |
| 2016 | Frisco              | Stati Uniti     |
| 2017 | Lauro de Freitas    | Brasile         |
| 2018 | Lima                | Perù            |
| 2019 | Buenos Aires        | Argentina       |
| 2020 | Ottawa              | Canada          |
| 2021 | Città del Guatemala | Guatemala       |
| 2022 | Acapulco            | Messico         |
| 2023 | Buenos Aires        | Argentina       |
| 2024 | Acapulco            | Messico         |

## Medagliere per nazioni
Dal 1986 al 2019
| Posiz. | Nazione         | Oro | Argento | Bronzo | Totale |
| ------ | --------------- | --- | ------- | ------ | ------ |
| 1      | Cuba            | 291 | 82      | 73     | 446    |
| 2      | Stati Uniti     | 224 | 164     | 143    | 531    |
| 3      | Canada          | 50  | 91      | 126    | 267    |
| 4      | Venezuela       | 34  | 79      | 149    | 262    |
| 5      | Colombia        | 9   | 49      | 76     | 134    |
| 6      | Brasile         | 7   | 23      | 53     | 83     |
| 7      | Ecuador         | 6   | 10      | 25     | 41     |
| 8      | Porto Rico      | 5   | 25      | 34     | 64     |
| 9      | Messico         | 4   | 44      | 73     | 121    |
| 10     | Rep. Dominicana | 3   | 22      | 47     | 72     |
| 11     | Perù            | 2   | 19      | 40     | 61     |
| 12     | Argentina       | 1   | 9       | 24     | 34     |
| 13     | Guatemala       | 0   | 5       | 16     | 21     |
| 14     | Panama          | 0   | 5       | 10     | 15     |
| 15     | El Salvador     | 0   | 4       | 14     | 18     |
| 16     | Cile            | 0   | 1       | 6      | 7      |
| 17     | Honduras        | 0   | 1       | 5      | 6      |
| 18     | Nicaragua       | 0   | 0       | 1      | 1      |
| 18     | Paraguay        | 0   | 0       | 1      | 1      |
| Totale | Totale          | 636 | 633     | 916    | 2185   |